# محمد فرهاد صدیقی
محمد فرهاد صدیقی (زاده ۱۳۴۸ در ولایت پروان)، نماینده مردم کابل درمجلس نمایندگان افغانستان است.

## زندگینامه و سوابق
حاجی محمد فرهاد صدیقی فرزند حاجی محمدرفیق صدیقی، در  سال ۱۳۴۸ خورشیدی درشهر چاریکار ولایت پروان متولد گردیده است. وی از آموزشگاه استاد بیتاب کابل فارغ التحصیل گردیده است. صدیقی مدرک لیسانس خود را از دانشکده حقوق و علوم سیاسی دانشگاه کابل در سال ۱۳۷۴ خورشیدی کسب کرد. وی در حال حاضر  نمایندهٔ مردم کابل  در دوره شانزدهم شورای ملی افغانستان می‌باشد.